# Liste des cavités naturelles les plus profondes de l'Aisne
La liste des cavités naturelles les plus profondes de l'Aisne recense, sous forme de tableau(x), les cavités souterraines naturelles connues dans ce département français, dont le dénivelé est supérieur ou égal à cinq mètres.
La communauté spéléologique considère qu'une cavité souterraine naturelle n'existe vraiment qu'à partir du moment où elle est « inventée » c'est-à-dire découverte (ou redécouverte), inventoriée, topographiée et publiée. Bien sûr, la réalité physique d'une cavité naturelle est la plupart du temps bien antérieure à sa découverte par l'homme ; cependant tant qu'elle n'est pas explorée, mesurée et révélée, la cavité naturelle n'appartient pas au domaine de la connaissance partagée.
La liste spéléométrique des 2 plus profondes cavités naturelles de l'Aisne (≥ cinq mètres) est actualisée à décembre 2019.
La plus profonde cavité souterraine naturelle répertoriée dans le département de l'Aisne est  « le puits des carrières de la Porte Rohard », sur la commune de Prémontré (cf. ligne 1 du tableau ci-dessous).

## Cavités de l'Aisne (France) dont la dénivellation est supérieure ou égale à 5 mètres
2 cavités de cette classe unique sont recensées au 31-12-2019.
| Réf. | Cavité (autres noms)                   | Commune        | Massif ou zone | Coordonnées (WGS 84) | Dénivelée (mètres) | Développe. (mètres) | Sources ou références     | Mise à jour |
| ---- | -------------------------------------- | -------------- | -------------- | -------------------- | ------------------ | ------------------- | ------------------------- | ----------- |
| 1    | Puits des Carrières de la Porte Rohard | Prémontré      |                |                      | +0030, m           | NC                  | Spéléométrie de la France | 2000-12     |
| 2    | Puits de la Cavée du Pendu             | Cessières-Suzy |                |                      | +007, m            | NC                  | Spéléométrie de la France | 2000-12     |